# Cù Lao Dung
Cù Lao Dung là một xã và là xã có diện tích lớn nhất thuộc thành phố Cần Thơ, Việt Nam.

## Địa lý
Xã Cù Lao Dung có vị trí địa lý:
- Phía đông giáp tỉnh Vĩnh Long
- Phía tây giáp xã Long Phú và xã Trần Đề
- Phía nam giáp Biển Đông
- Phía bắc giáp xã An Thạnh.

Xã Cù Lao Dung có diện tích 150,13 km², dân số năm 2024 là 44.973 người, mật độ dân số đạt 299 người/km².

## Lịch sử
Ngày 20 tháng 9 năm 1975, Bộ Chính trị ban hành Nghị quyết số 245-NQ/TW về việc hợp nhất tỉnh Cần Thơ (ngoại trừ huyện Thốt Nốt), tỉnh Sóc Trăng, tỉnh Trà Vinh, tỉnh Vĩnh Long thành một tỉnh, tên gọi tỉnh mới cùng với nơi đặt tỉnh lỵ sẽ do địa phương đề nghị lên.
Ngày 20 tháng 12 năm 1975, Bộ Chính trị ban hành Nghị quyết số 19/NQ về việc hợp nhất tỉnh Cần Thơ (bao gồm cả huyện Thốt Nốt của tỉnh Long Xuyên), tỉnh Sóc Trăng thành một tỉnh mới, tên gọi tỉnh mới cùng với nơi đặt tỉnh lỵ sẽ do địa phương đề nghị lên.
Ngày 24 tháng 2 năm 1976, Chính phủ Cách mạng lâm thời Cộng hòa miền Nam Việt Nam ban hành Nghị định số 3/NQ/1976 về việc hợp nhất tỉnh Cần Thơ, tỉnh Sóc Trăng và thành phố Cần Thơ thành một tỉnh mới, lấy tên là tỉnh Hậu Giang.
Ngày 26 tháng 12 năm 1991, Quốc hội ban hành Nghị quyết về việc chia tỉnh Hậu Giang thành tỉnh Cần Thơ và tỉnh Sóc Trăng.
Ngày 11 tháng 1 năm 2002, Chính phủ ban hành Nghị định số 04/2002/NĐ-CP về việc:
- Thành lập huyện Cù Lao Dung thuộc tỉnh Sóc Trăng.
- Chuyển 3 xã: An Thạnh 2, An Thạnh 3, Đại Ân 1 thuộc huyện Long Phú về huyện Cù Lao Dung mới thành lập quản lý.
- Thành lập thị trấn Cù Lao Dung (thị trấn huyện lỵ huyện Cù Lao Dung) trên cơ sở 905,7 ha diện tích tự nhiên và 5.148 người của xã An Thạnh 2.
- Thành lập xã An Thạnh Đông  thuộc huyện Cù Lao Dung trên cơ sở 4.195,84 ha diện tích tự nhiên và 9.159 người của xã An Thạnh 2.
- Thành lập xã An Thạnh Nam thuộc huyện Cù Lao Dung trên cơ sở 2.721,1 ha diện tích tự nhiên và 5.509 nhân khẩu của xã An Thạnh 3.

Sau khi điều chỉnh địa giới hành chính:
- Xã An Thạnh 2 còn lại 2.217,87 ha diện tích tự nhiên và 6.761 người.
- Xã An Thạnh 3 còn lại 4.604, 63 ha diện tích tự nhiên và 9.981 nhân khẩu.

Ngày 26 tháng 11 năm 2003, Quốc hội ban hành Nghị quyết số 22/2003/QH11 về việc chia tỉnh Cần Thơ thành thành phố Cần Thơ trực thuộc trung ương và tỉnh Hậu Giang.
Ngày 4 tháng 10 năm 2016, Thủ tướng Chính phủ ban hành Quyết định số 1900/QĐ-TTg về việc công nhận 4 xã: An Thạnh 2, An Thạnh 3, An Thạnh Nam, Đại Ân 1 thuộc huyện Cù Lao Dung là xã đảo.
Tính đến ngày 31/12/2024:
- Xã An Thạnh 2 có 7 ấp: Bình Danh A, Bình Danh B, Bình Du A, Bình Du B, Phạm Thành Hơn A, Phạm Thành Hơn B, Sơn Ton.
- Xã An Thạnh 3 có 5 ấp: An Bình, An Hưng, An Nghiệp, An Nghiệp A, An Quới.
- Xã An Thạnh Nam có 3 ấp: Vàm Hồ, Vàm Hồ A, Võ Thành Văn.
- Xã Đại Ân 1 có 5 ấp: Đoàn Văn Tố, Đoàn Văn Tố A, Nguyễn Tăng, Sáu Thử, Văn Sáu.

Ngày 12 tháng 6 năm 2025, Quốc hội ban hành Nghị quyết số 202/2025/QH15 về việc sắp xếp đơn vị hành chính cấp tỉnh (nghị quyết có hiệu lực từ ngày 12 tháng 6 năm 2025). Theo đó, sáp nhập tỉnh Hậu Giang và tỉnh Sóc Trăng vào thành phố Cần Thơ.
Ngày 16 tháng 6 năm 2025, Ủy ban Thường vụ Quốc hội ban hành Nghị quyết số 1668/NQ-UBTVQH15 về việc sắp xếp các đơn vị hành chính cấp xã của thành phố Cần Thơ năm 2025 (nghị quyết có hiệu lực từ ngày 16 tháng 6 năm 2025). Theo đó, thành lập xã Cù Lao Dung thuộc thành phố Cần Thơ trên cơ sở toàn bộ 25,26 km² diện tích tự nhiên, quy mô dân số là 10.323 người của xã An Thạnh 2; toàn bộ 41,68 km² diện tích tự nhiên, quy mô dân số là 14.190 người của xã An Thạnh 3; toàn bộ 42,25 km² diện tích tự nhiên, quy mô dân số là 8.710 người của xã An Thạnh Nam và toàn bộ 40,94 km² diện tích tự nhiên, quy mô dân số là 11.750 người của xã Đại Ân 1 thuộc huyện Cù Lao Dung, tỉnh Sóc Trăng.
Xã Cù Lao Dung có 150,13 km² diện tích tự nhiên và quy mô dân số là 44.973 người.